# Böhmen-Mährens herrlandslag i fotboll
Som Böhmen-Mährens fotbollslandslag spelade ČSF för Böhmen-Mähren. Landslaget spelade flera matcher, bland annat en officiell landskamp mot Tyskland.

## Matcher
| Datum            | Spelplats | Motståndare | Resultat  | Matchtyp              |
| 14 maj 1939      | Berlin    | Tyskland    | 3-3 (1-1) | Representationsmatch  |
| 18 maj 1939      | Stuttgart | Tyskland    | 1-1 (0-1) | Representationsmatch  |
| 21 maj 1939      | Wien      | Ostmark     | 1-7 (1-5) | Inofficiell landskamp |
| 27 augusti 1939  | Prag      | Jugoslavien | 7-3 (3-1) | Officiell landskamp   |
| 22 oktober 1939  | Prag      | Ostmark     | 5-5 (1-3) | Officiell landskamp   |
| 12 november 1939 | Breslau   | Tyskland    | 4-4 (4-2) | Officiell landskamp   |

## Berömda spelare
- Josef Bican, SK Slavia Prag
- Jaroslav Burgr, AC Sparta Prag
- Oldřich Nejedlý, AC Sparta Prag
- Vlastimil Kopecký, SK Slavia Prag
- Antonín Puč, FK Viktoria Žižkov